# 津太夫

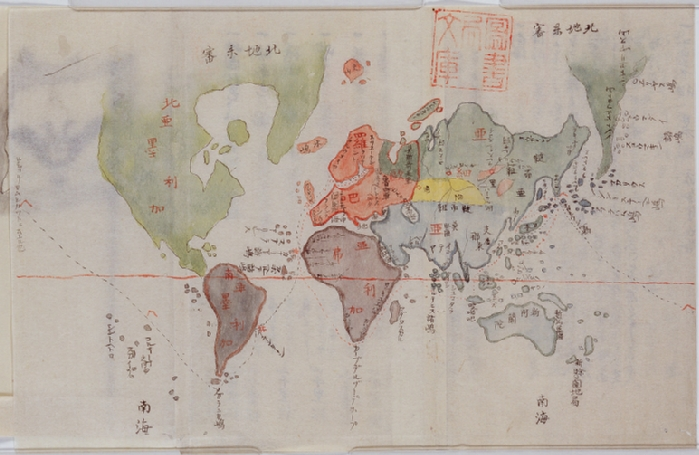
津太夫一行の航海図（国立公文書館）

津太夫（つだゆう、延享元年（1744年） - 文化11年7月29日（1814年9月12日））は、江戸時代後期の仙台藩の水主（かこ）。
49歳の時に嵐にあってアリューシャン列島のウナラスカ島に漂流し、ペテルブルクでロシア皇帝アレクサンドル1世に謁見した後、儀兵衛、左平、太十郎ら3名と共にニコライ・レザノフとクルゼンシュテルン率いるロシア初の世界一周航海に同行する形で、日本人初の世界一周を果たした。石巻港を出てから12年後に日本に帰国した。

## 生涯
延享元年（1744年）頃、善五郎の子として仙台藩・浦戸諸島寒風沢島（現宮城県塩竈市）に生まれる。
寛政5年（1793年）11月、仙台藩の用木、米などを積んだ16人乗りの若宮丸の水主として石巻から江戸へ向かう途中、塩屋崎（現福島県いわき市）沖で暴風に遭い漂流し、翌寛政6年（1794年）5月10日、アリューシャン列島東部のウナラスカ島に漂着した。
その地でロシア人に助けられ、アトカ島、聖パヴェル島、アムチトカ島、オホーツク、ヤクーツクを経て、寛政8年（1796年）12月下旬にイルクーツクに至り、この地で大黒屋光太夫と共に漂流した新蔵に出会う。この後、津太夫ら若宮丸の漂流民14名はイルクーツクで7年間暮らしたが、新蔵の説得により洗礼を受けた善六をはじめとする4名は日本語学校の教師となり、何不自由なく暮らしたのに対して、洗礼を受けなかった津太夫ら10名は役所から必要最低限の銅貨が支給されていたものの生活は苦しく、津太夫は漁網を縫う仕事をし、他の者も漁師や大工の手伝いやパンを売り歩いて糊口をしのいだ。このため漂流民たちの間で対立が激しくなり、津太夫ら10名は新蔵とは親しく交流した反面、善六ら4名に対しては憎しみさえ抱くようになった。なお、寛政11年（1799年）2月28日に阿部吉郎次がイルクーツクで病死している。
享和3年（1803年）3月初旬にロシア皇帝アレクサンドル1世の命令書が届き、3月7日にイルクーツクを出発、クラスノヤルスク、トムスク、エカテリンブルク、ペルミ、カザン、モスクワを経由して4月27日にペテルブルクに到着した。この旅の途中、乗り物酔いや病気などの理由により3名がイルクーツクに引き返し、ペテルブルクにたどり着いたのは10名であった。
ペテルブルクでは貴族の館で歓待され、5月16日に新蔵の通訳の下で皇帝アレクサンドル1世に謁見し、10名のうち帰国を希望した津太夫、儀兵衛、左平、太十郎の4名の帰国が許される。この後も一行は気球やプラネタリウム、芝居見物などロシア側から様々な接待を受けた。
そして、6月12日に津太夫ら帰国組4名はロシア使節レザノフ一行と共にクロンシュタット港に赴き、露米会社の持船ロシア使節船ナジェジダ号に乗船(ネワ号と共にロシア初の世界一周(First Russian circumnavigation)も目的としていた)。ここで新蔵と別れた。6月16日にナジェジダ号はクロンシュタット港を出発し、文化元年（1804年）7月2日にペテロパウロフスクに到着した。その途中で、1804年4月25日から5月7日までマルキーズ諸島・ヌクヒバ島に碇泊し、津太夫を含む漂泊者４人が、初めてポリネシアを訪れた日本人となった。
ペテロパウロフスクでは、陸軍中尉トルストイ伯などとともに、レザノフの通訳として同行していた善六も下船した。レザノフは善六を日本に連れて行くつもりであったが、善六の乗船により津太夫ら4名との対立が船内に持ち込まれ、空気が悪くなっているとナジェジダ号船長クルゼンシュテルンが強く主張したためであった。
ナジェジダ号は8月5日にペテロパウロフスクを発ち、千島列島沿いにしばらく南下した後、本州東方から八丈島、薩摩の沖合を経由して9月4日に長崎に到着する。津太夫は漂流以来12年目にして61歳で世界一周を成し遂げた。
しかし、長崎に着いてからも津太夫ら4名はすぐに身柄を日本側に引き取られなかった。そのため不安と苛立ちから発病した者や、自殺未遂を起こした者まで出たが、レザノフと目付遠山景晋が会見した後(ロシアの通商交渉は失敗した)、翌文化2年（1805年）3月10日に正式に身柄が引き渡された。その後、4名は奉行所より訊問を受けキリシタン宗門の疑いが晴れた後、迎えに来た仙台藩士と共に長崎を出立し江戸へ向かった。江戸では仙台藩主伊達周宗に引見し、長年の苦労を労われた後、藩邸の長屋で大槻玄沢、志村弘強から『環海異聞』編集のための聴取が行われた。すべてが終了したのは文化3年（1806年）2月下旬で、津太夫ら4名は13年ぶりに帰郷を果たした。
故郷の寒風沢に帰った津太夫は、文化11年（1814年）7月29日に70歳で亡くなった。

## 評価
日本人初の世界一周を達成したが、知名度は高くない。その理由として、一つには公式漂流記録『環海異聞』の編者である大槻玄沢の「彼ら（津太夫ら帰国者4人のこと）は無知な最下層の人間でいたずらにロシアを見聞したに過ぎない｣という言葉が挙げられる。さらには、津太夫が先に帰国した大黒屋光太夫に比べ、知識が乏しく、読み書きが光太夫ほど上手くなかったことも原因といわれている。